# Chiemsee-Schifffahrt
Chiemsee-Schifffahrt (Судоходство Кимзе) — немецкая частная компания, пароходство, осуществляющее пассажирские перевозки по озеру Кимзе. Компания также является собственником и эксплуататором узкоколейной железной дороги Кимзебан.

## История

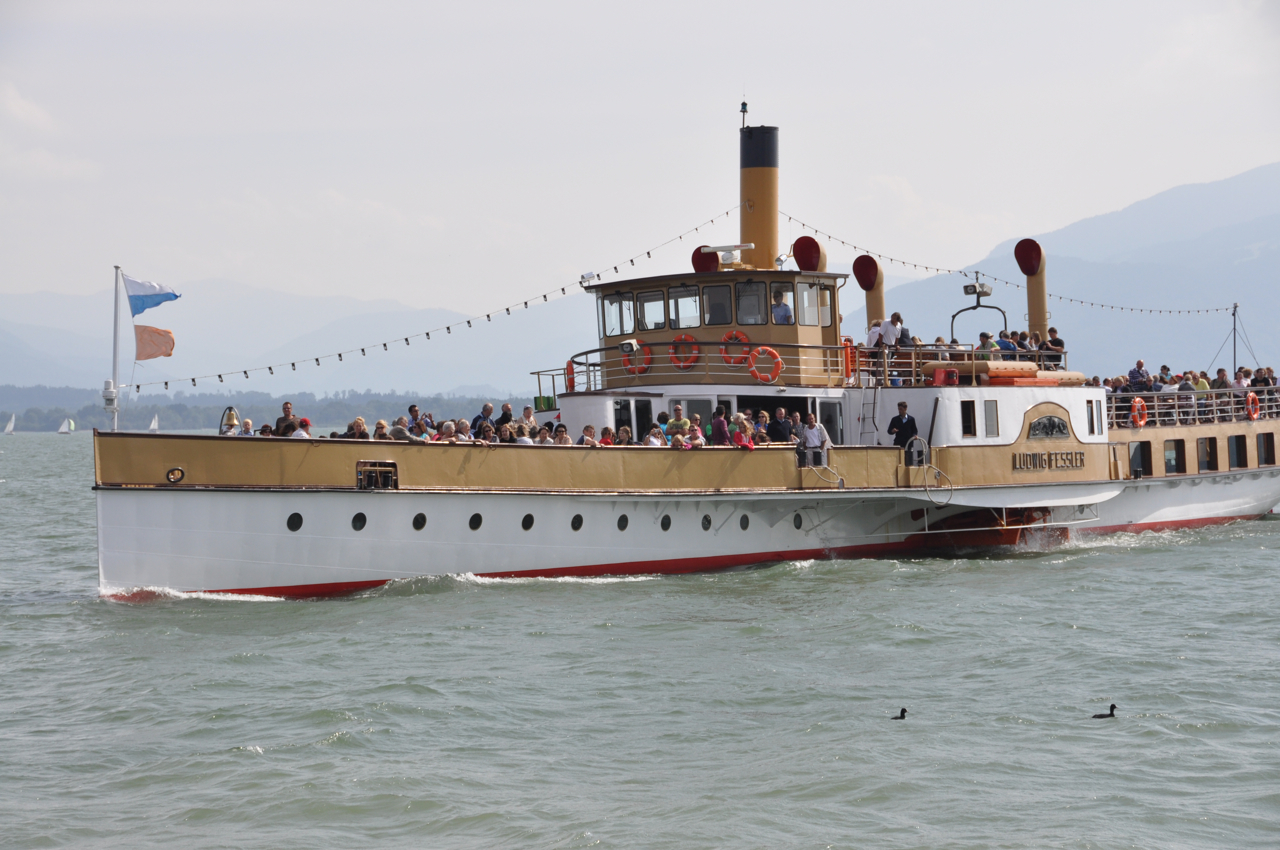
Теплоход (бывший пароход) Ludwig Fessler

История пароходства на острове Кимзе начинается в 1845 году, когда плотник Волфганг Шмидт из Грассау построил первый пароход для озера. Паровая машина для парохода была построена Йозефом Фесслером, медных дел мастером из Мюнхена. Однако первый пароход оказался неудачным. Из-за постоянных поломок и прочих технических проблем, через несколько лет Шмидт отказался от участия в пароходстве. Пароходство «унаследовал» Йозеф Фесслер. Вместе с трактирщиком Алоизом Зеделмайером из Киминга Фесслер запросил разрешение на организацию пароходного сообщения на озере. Разрешение было получено 25 февраля 1848 года. Этот день считается датой основания компании Chiemsee-Schifffahrt, хотя в «современном виде» фирма существует с 1902 года (регистрация в коммерческом регистре). С тех пор пароходство продолжает оставаться семейным бизнесом, остающемся в руках семьи Фесслер.
В 1858 году фирма заказала первый стальной пароход Herzog Maximilian. Пароход был построен на заводе Йозефа Антона фон Маффайя в Мюнхене и введён в эксплуатацию 14 мая 1859 года. Поскольку судоходство на озере было сезонным, вне туристического сезона пароход использовался в качестве стационарного привода для лесопилки. С него снимали гребные колёса, и подключали ось паровой машины к станкам лесопилки посредством ременных передач. Специально для того, что бы пароход мог подходить вплотную к цехам лесопилки, был прорыт специальный канал.
На протяжении долго времени пароходство было малоприбыльным предприятием. Расцвет фирмы начался в 1878 году, когда Людвиг II начал строительство дворца Херренкимзе на одноимённом острове, поскольку строительные материалы на остров можно было доставить только водным путём. Кроме того, уже во время строительства дворец начал привлекать туристов. После открытия дворца для свободного посещения в 1886 году поток туристов возрос на столько, что фирма заказала новые пароходы. Кроме того, для доставки туристов от железнодорожного вокзала Прин-ам-Кимзе к причалу в 1887 была построена узкоколейная железная дорога Кимзебан.

## Маршруты
Маршруты связывают Прин-ам-Кимзе, Херренкимзе (Херренинзель), Фрауенинзель, Гштадт-ам-Кимзе (круглый год), Зеон-Зебрукк, Киминг, Иберзе и Бернау-ам-Кимзе (в летний сезон).

## Флот
Флот Chiemsee-Schifffahrt состоит из тринадцати пассажирских судов, одного служебного судна и одного пассажирского судна, принадлежащего компании Schifffahrt Gsadt.

### Пароход
В состав флота входит одно судно, первоначально бывшее пароходом. Колёсный пароход Ludwig Fessler был построен в 1927 году. Само судно было построено на верфи Теодора Хитцлера в Регенсбурге, паровая машина — на заводе Маффайя в Мюнхене. Судно было доставлено в разобранном виде, и собрано в Прин-ам-Кимзе. В 1972-73 годах паровая машина была заменена современным дизельным двигателем, в связи с чем Ludwig Fessler фактически стал теплоходом, однако в целом исторический вид был сохранён.
Технические характеристики:
- Длина: 53 м
- Ширина: 11,6 м
- Осадка: 1,2 м
- Водоизмещение: 220 тонн
- Мощность двигательной установки: 2 х 279 кВт
- Пассажировместимость: 685 (из них 461 сидячее мест, из них 116 в закрытых помещениях)

### Теплоходы
- Edeltraud
  - Год постройки: 1970
  - Длина: 50,5 м
  - Ширина: 9,5 м
  - Осадка: 1,4 м
  - Водоизмещение: 296,8 тонн

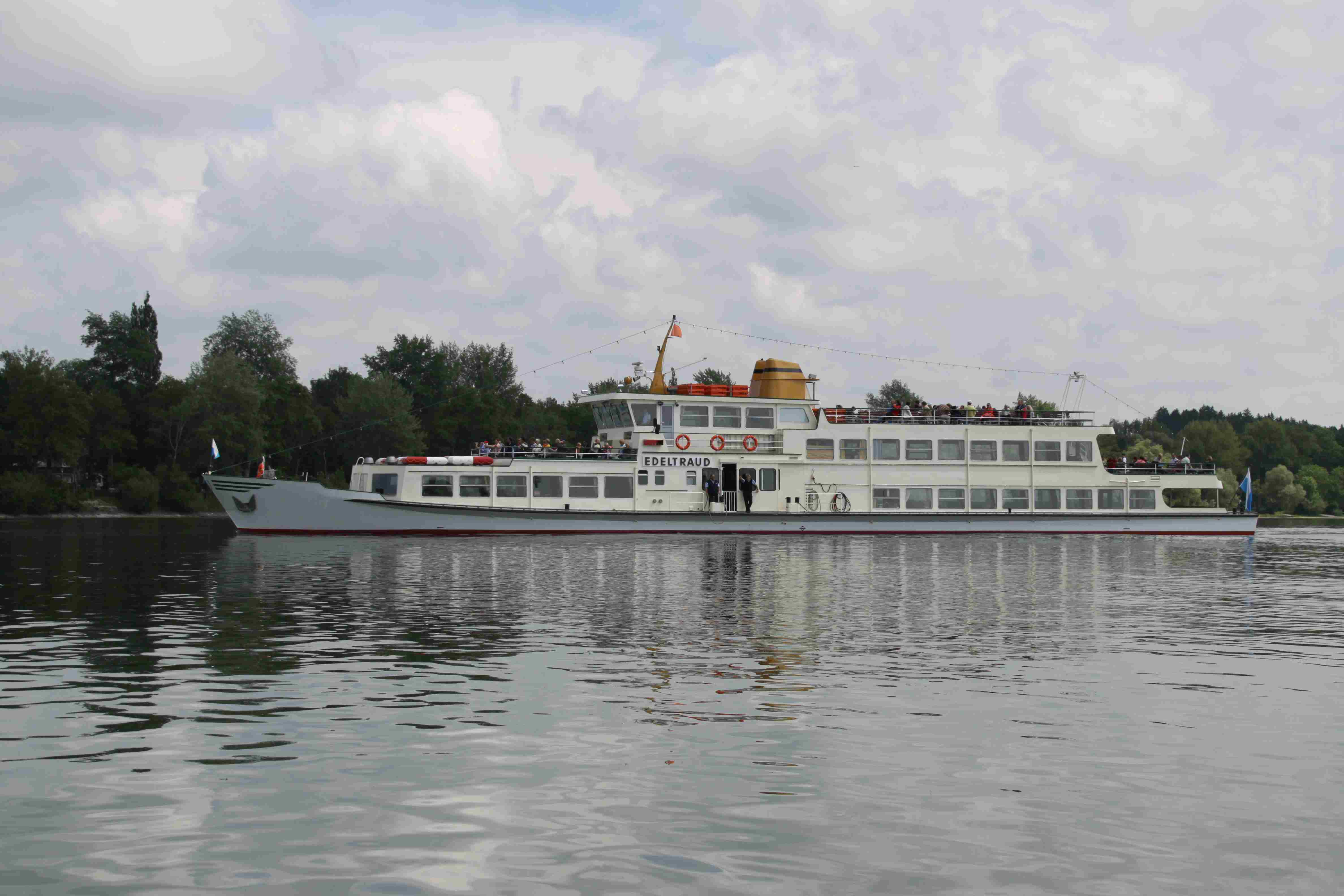
Edeltraud

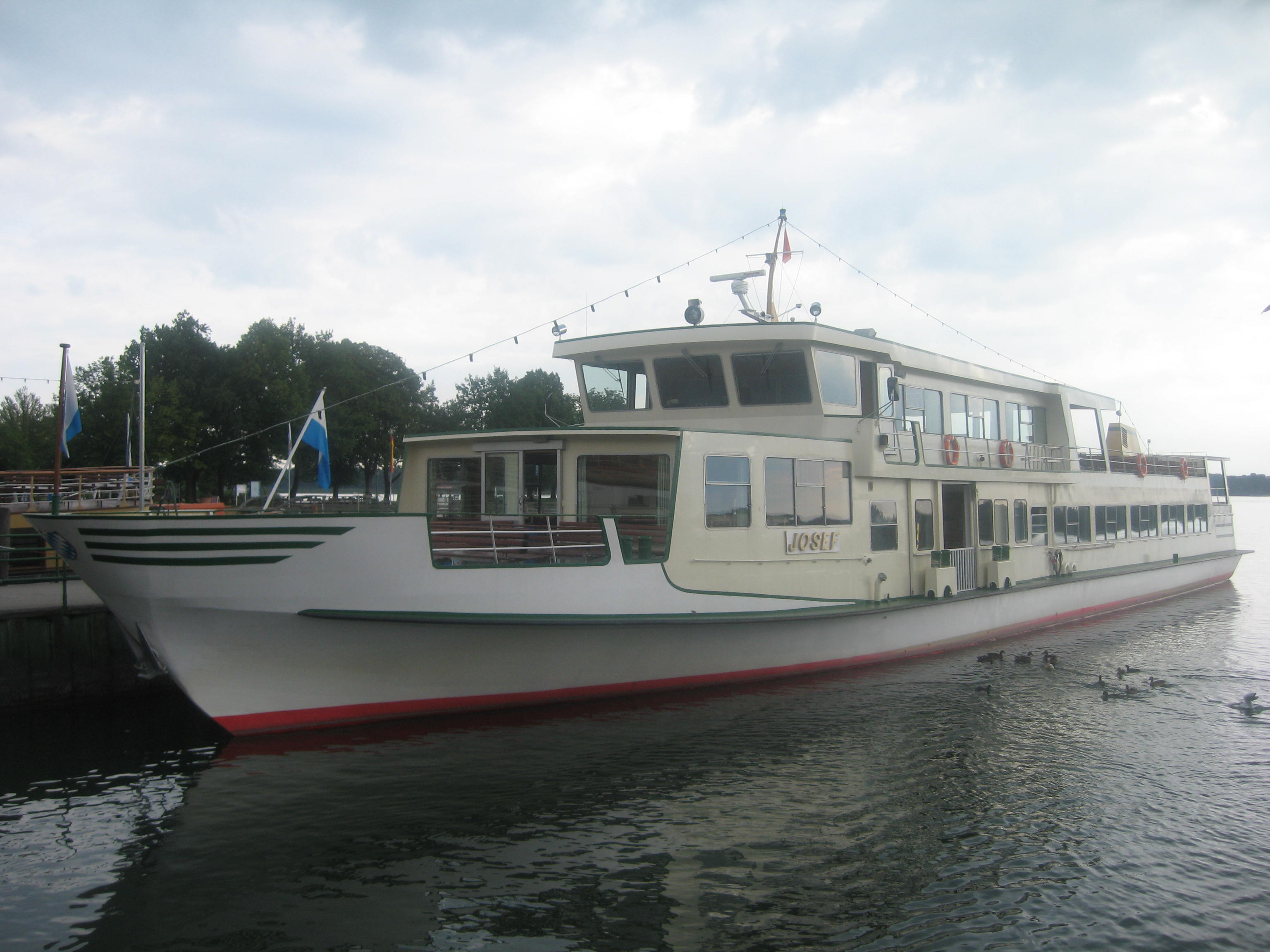
Josef

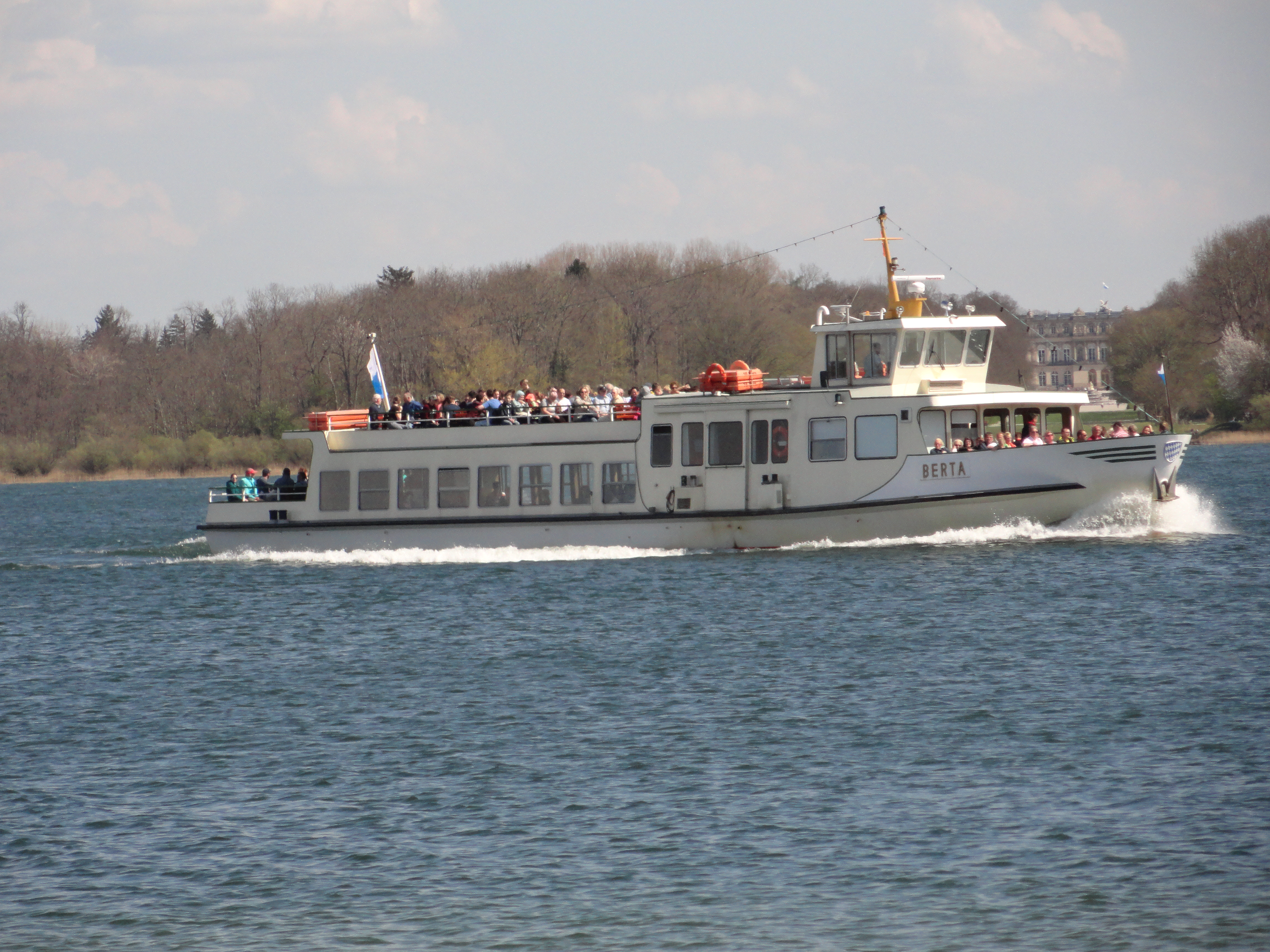
Berta

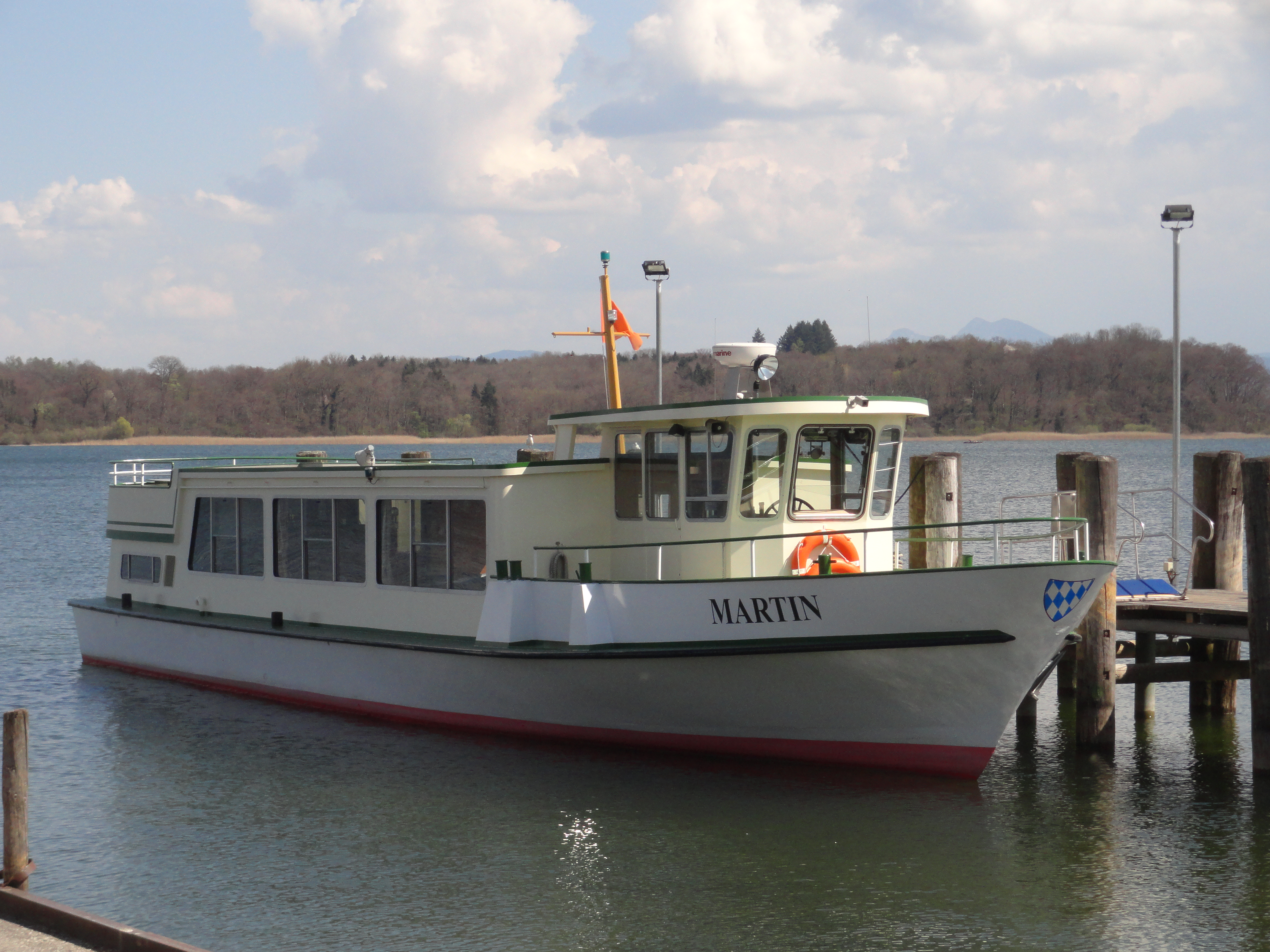
Martin

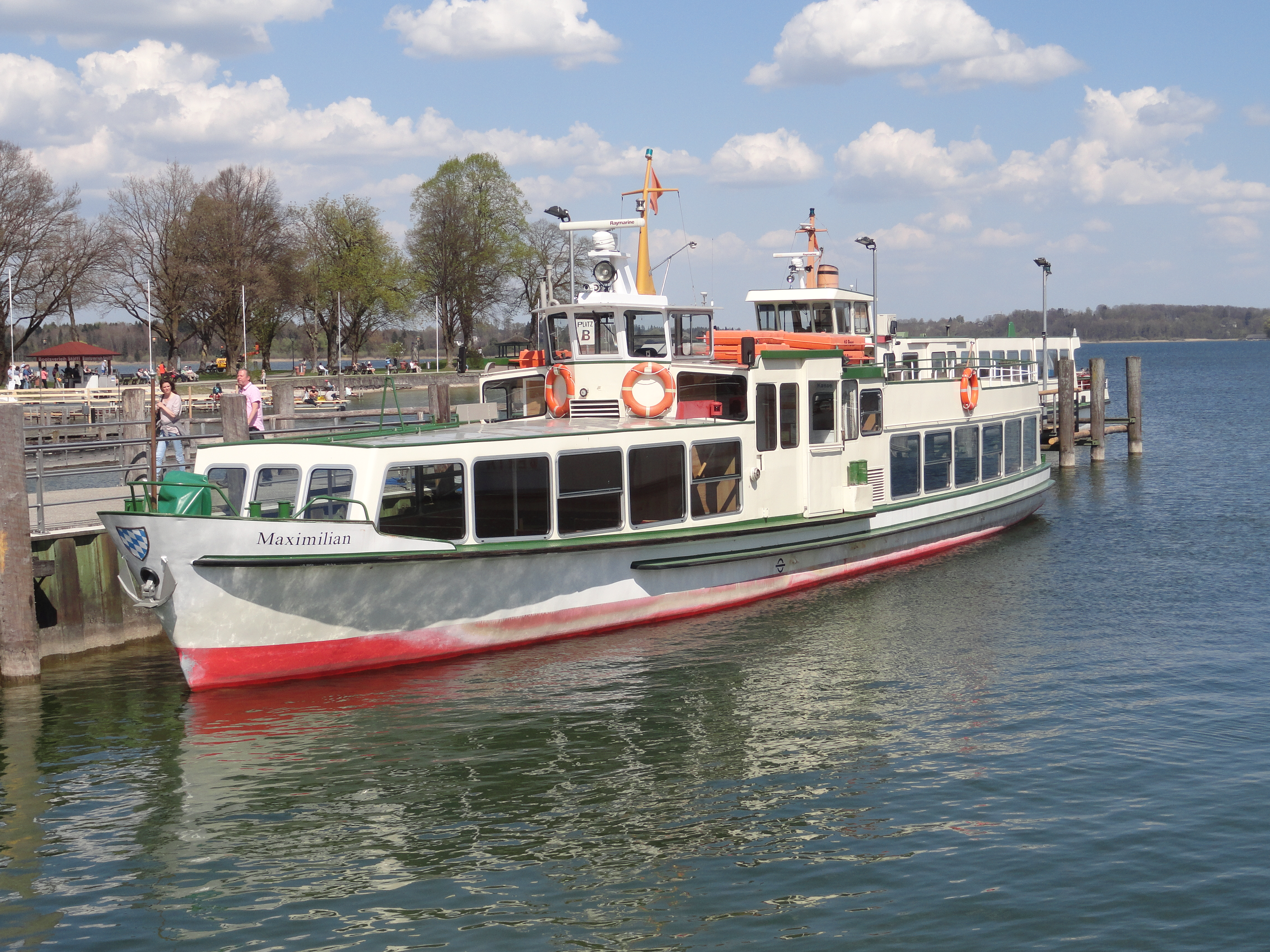
Maximilian

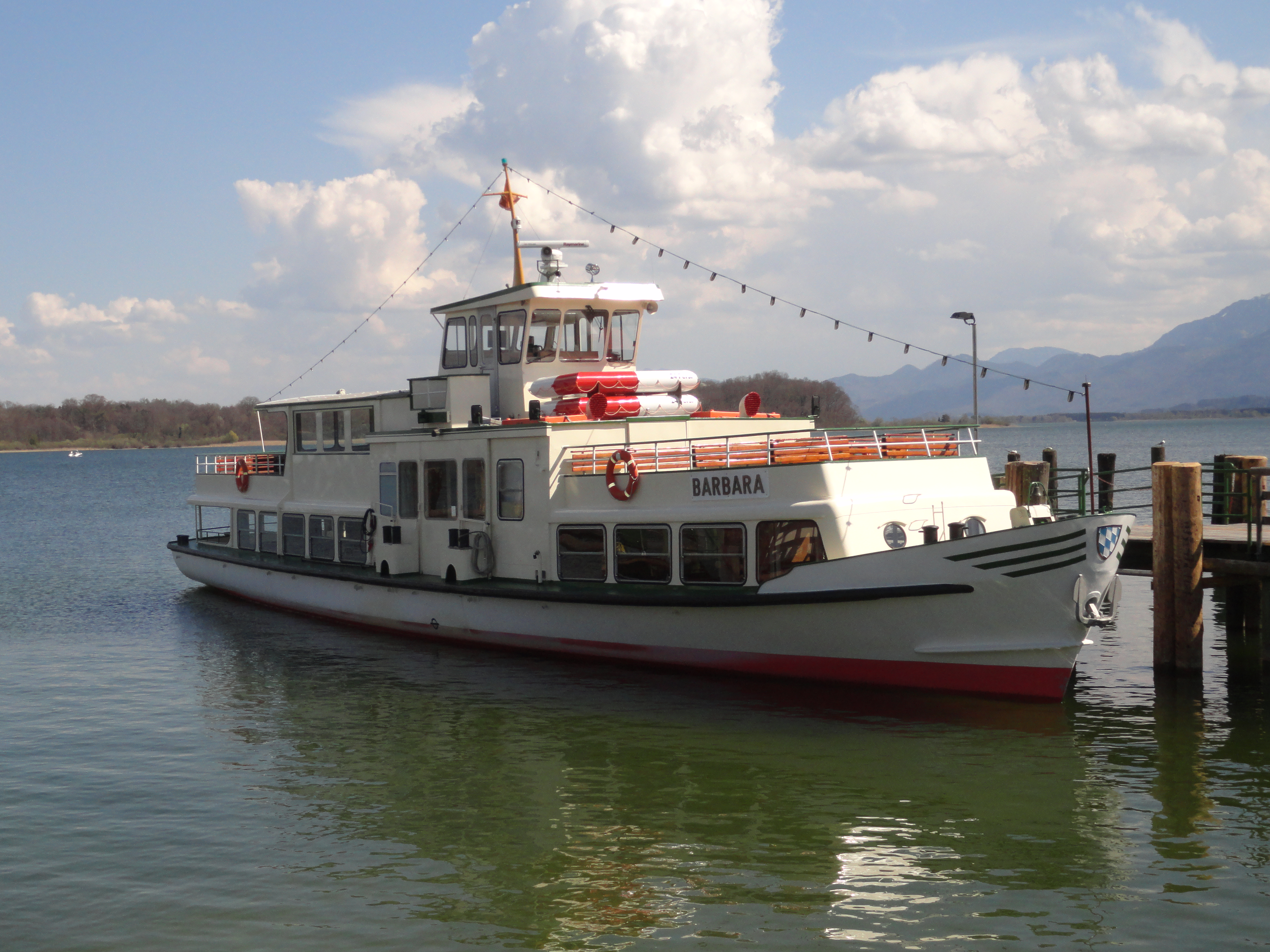
Barbara

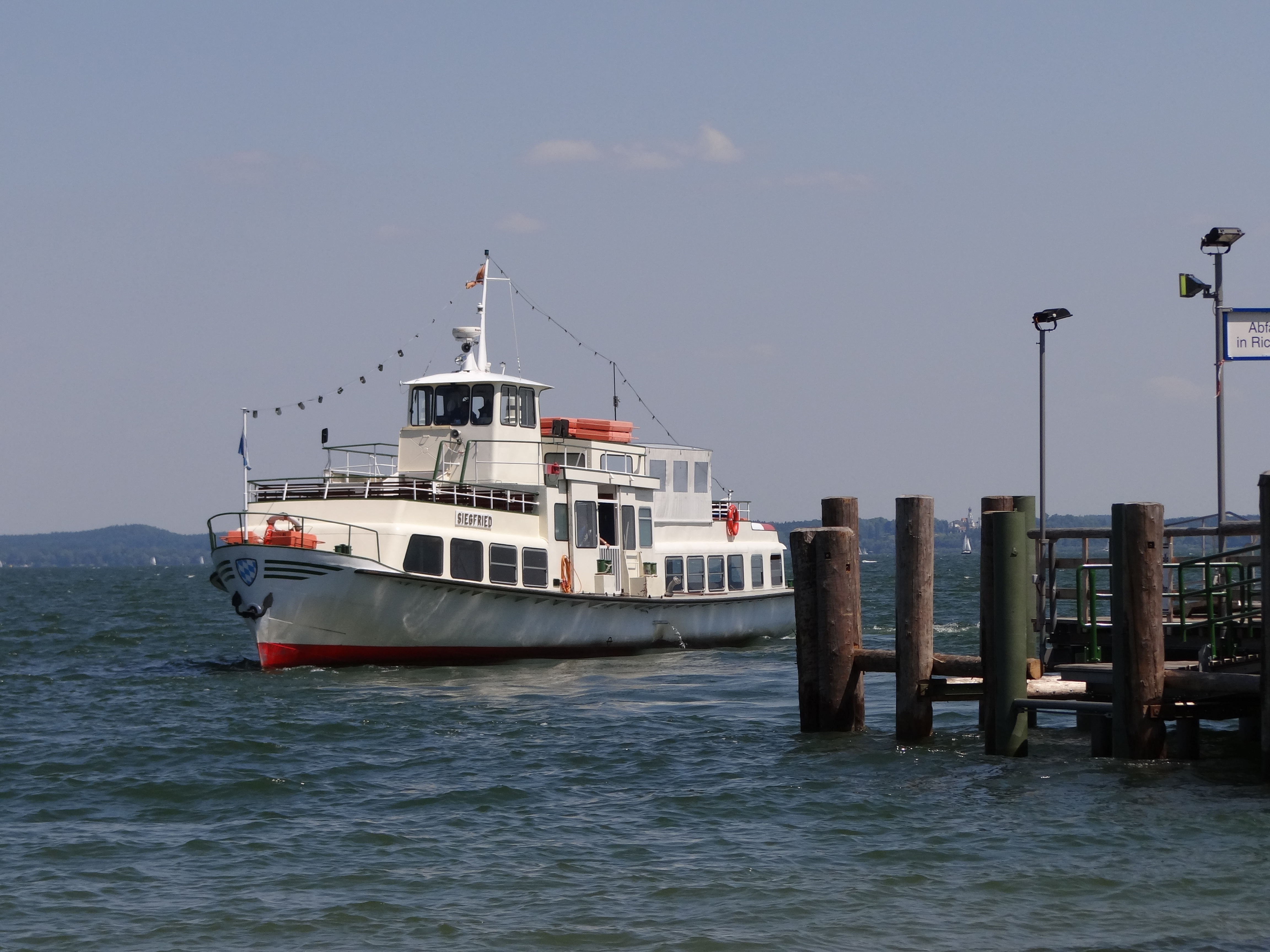
Sigfried

  - Мощность двигательной установки: 529 кВт
  - Пассажировместимость: 1007 (из них 574 сидячих места, из них 310 в закрытых помещениях)

- Josef
  - Год постройки: 1991
  - Длина: 47,7 м
  - Ширина: 7,97 м
  - Осадка: 1,31 м
  - Водоизмещение: 234 тонны
  - Мощность двигательной установки: 440 кВт
  - Пассажировместимость: 790 (из них 530 сидячих места, из них 262 в закрытых помещениях)

- Irmingard
  - Год постройки: 1987
  - Длина: 44,1 м
  - Ширина: 7,69 м
  - Осадка: 1,33 м
  - Водоизмещение: 220 тонн
  - Мощность двигательной установки: 440 кВт
  - Пассажировместимость: 755 (из них 460 сидячих места, из них 262 в закрытых помещениях)

- Stefanie
  - Год постройки: 1977
  - Длина: 28,3 м
  - Ширина: 6,20 м
  - Осадка: 1,26 м
  - Водоизмещение: 82,3 тонн
  - Мощность двигательной установки: 190 кВт
  - Пассажировместимость: 350 (из них 212 сидячих места, из них 110 в закрытых помещениях)

- Berta
  - Год постройки: 1981
  - Длина: 33,55 м
  - Ширина: 6,65 м
  - Осадка: 1,28 м
  - Водоизмещение: 115 тонн
  - Мощность двигательной установки: 346 кВт
  - Пассажировместимость: 495 (из них 279 сидячих места, из них 96 в закрытых помещениях)

- Rudolf
  - Год постройки: 1973
  - Длина: 32,0 м
  - Ширина: 6,25 м
  - Осадка: 1,2 м
  - Водоизмещение: 104,4 тонны
  - Мощность двигательной установки: 242 кВт
  - Пассажировместимость: 350 (из них 220 сидячих места, из них 96 в закрытых помещениях)

- Michael
  - Год постройки: 1993
  - Длина: 26,80 м
  - Ширина: 5,58 м
  - Осадка: 1,09 м
  - Водоизмещение: 69,3 тонн
  - Мощность двигательной установки: 178 кВт
  - Пассажировместимость: 150 (из них 142 сидячих места, из них 52 в закрытых помещениях)

- Martin
  - Год постройки: 1984
  - Длина: 22,5 м
  - Ширина: 5,1 м
  - Осадка: 1,2 м
  - Водоизмещение: 39,9 тонн
  - Мощность двигательной установки: 182 кВт
  - Пассажировместимость: 100 (из них 45 сидячих места, из них 36 в закрытых помещениях)

- Maximilian
  - Год постройки: 1937
  - Длина: 25,75 м
  - Ширина: 4,97 м
  - Пассажировместимость: 300 (из них 225 сидячих места)

- Barbara
  - Год постройки: 1961
  - Длина: 29,25 м
  - Ширина: 6,50 м
  - Пассажировместимость: 395 (из них 306 сидячих места)

- Ingrid
  - Год постройки: 1960
  - Длина: 16,62 м
  - Ширина: 3,42 м
  - Пассажировместимость: 79 (из них 41 сидячее место)

- Brigit
  - Год постройки: 1924
  - Длина: 11,40 м
  - Ширина: 2,65 м
  - Пассажировместимость: 55 (из них 15 сидячих места)

- Walli
  - Служебное судно
  - Год постройки: 1981

- Sigfried
  - Принадлежит Schifffahrt Gstadt, эксплуатируется Chiemsee-Schifffahrt
  - Год постройки: 1957
  - Длина: 27,35 м
  - Ширина: 6,20 м
  - Пассажировместимость: 350 (из них 272 сидячих места)